# 春香闹学
《春香闹学》，京戏电影，由商务印书馆活动影戏部于1920年出品，梅兰芳为导演。该剧根据明代戏曲作家汤显祖的作品《牡丹亭》中的一折改编而成。

## 剧情简介
有一姓杜的官员，请了一位名叫陈最良的老先生教他的女儿杜丽娘读书。杜丽娘有一小婢，名唤“春香”，也在学堂伴读。春香不懂读书为何，在学堂一味嬉戏玩笑。陈最良教育春香，却反被春香戏弄。陈最良一气之下打算请辞不教，杜丽娘好言相劝，让春香跪求饶恕，陈最良方才不与她计较。